# Зёйлен, Элен ван
Баронесса Элен ван Зёйлен ван Нейевелт ван де Хаар (нидерл. Hélène van Zuylen van Nijevelt van de Haar; также Элен де Зёйлен де Нейевелт де Хаар фр. Hélène de Zuylen de Nyevelt de Haar), урождённая де Ротшильд (21 августа 1863 — 17 октября 1947) — французская писательница, член французской ветви династии Ротшильдов.
Единственный ребёнок, дочь Соломона Джеймса де Ротшильда, она была лишена наследства своей матерью за то, что вышла замуж за католика, барона Этьена ван Зёйлена из старинного голландского дворянского рода Ван Зёйлен ван Нейевелт.
Сотрудничала в написании рассказов и стихов со своей партнёршей-лесбиянкой Рене Вивьен, иногда под псевдонимом Пол Риверсдейл. Элен была одной из трех французских женщин-пионеров автомобильной индустрии Прекрасной эпохи. Она вступила в 1898 году на трассе «Париж-Амстердам-Париж», став, таким образом, первой женщиной, участвовавшей в международной автогонке.

## Частная жизнь

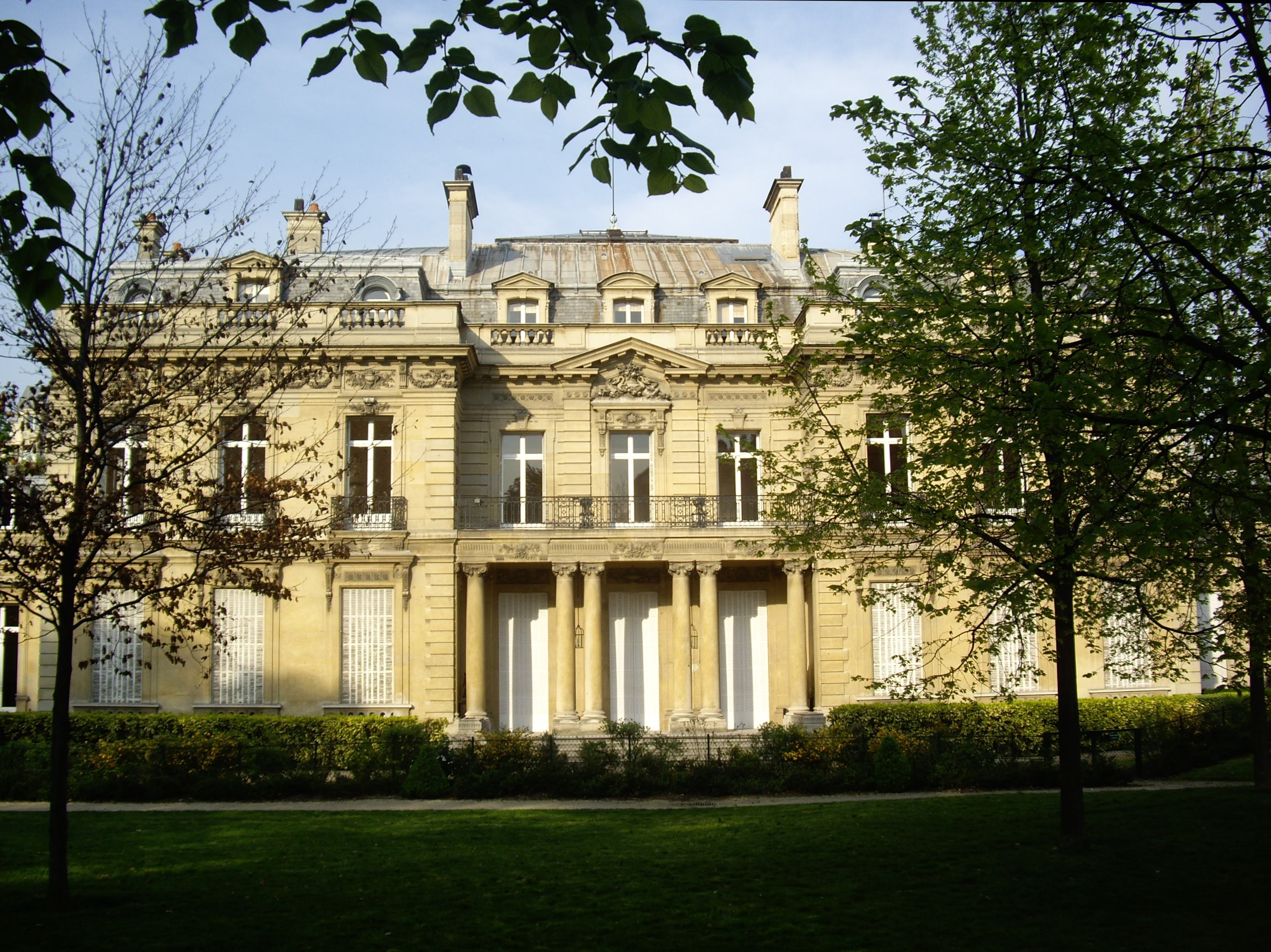
Отель Salomon de Rothschild

Элен Бетти Луиза Каролина де Ротшильд была дочерью барона Соломона Джеймса де Ротшильда и Адель фон Ротшильд [де] (урождённая Адель Ханна Шарлотта де Ротшильд — дочь немецкого двоюродного брата Соломона Майера Карла фон Ротшильда). До 11 лет жила в отеле Salomon de Rothschild на улице Беррье, в самом центре Парижа, недалеко от улицы Фобур Сент-Оноре. Её мать завещала имущество управлению изящных искусств французского правительства, а не своему единственному ребёнку, потому что Элен была лишена наследства за то, что вышла замуж за католика.

## Любовные связи
16 августа 1887 года Элен вышла замуж за католического барона Этьена ван Зёйлена (1860—1934) из дома Ван Зёйлен ван Нейевелт. У них было двое сыновей. Её сын барон Эгмонт ван Зёйлен ван Нейевелт (1890—1960) был дипломатом и бизнесменом и отцом парижской светской львицы Мари-Элен де Ротшильд (урождённая баронесса Мари-Элен Наиля Стефани Жозина ван Зёйлен ван Нейевелт) — жены барона Ги де Ротшильда.
В 1901 году Зёйлен, лесбиянка, познакомилась с Рене Вивьен, которой она оказала столь необходимую эмоциональную поддержку и стабильность. Социальное положение Зёйлен не позволяло поддерживать отношения на публике, но они с Вивьен часто путешествовали вместе и в течение нескольких лет поддерживали тайный роман. Из писем Вивьен к её доверенному лицу, французскому журналисту и ученому-классику Жаку Шарлю-Брюне, следует, что она считала себя замужем за баронессой. Возможно, она публиковала стихи и прозу в сотрудничестве с Зёйленом под псевдонимом Пол Риверсдейл. Однако истинная подлинность этих работ остается неопределенной; некоторые ученые считают, что они были написаны исключительно Вивьен. Даже некоторые книги, опубликованные под именем Зёйлен, на самом деле могут быть работой Вивьен. Большая часть работ Вивиан посвящена «Э. Л. К. Б.», инициалам имен Зёйлен.
В 1907 году Зёйлен внезапно бросила Вивьен ради другой женщины - дочери скульптора Антокольского Александры.
23 июля 1935 года она основала «Премию Рене Вивьен», ежегодную французскую литературную премию, присуждаемую в честь поэтессы, которую она когда-то любила, и предназначенную для поощрения женщин-поэтов в начале их карьеры, наряду с денежным пожертвованием.

## Смерть
Баронесса Элен ван Зёйлен умерла в Лиссабоне в Португалии 17 октября 1947 года.

## Сочинения
Элен ван Зёйлен была писателем и между 1902 и 1914 годами она сочиняла стихи, короткие рассказы, новеллы и три пьесы — многие в сотрудничестве с Рене Вивьен.
Работы, опубликованные под псевдонимом Пол Риверсдейл:
- 1903 — Échos et Reflets (Echoes and Reflections) — Poetry. Cover by Lucien Lévy-Dhurmer.
- 1903 — Vers L’Amour (To Love) — Poetry.
- 1904 — L’Etre Double (The Double Being) — A novel on androgyny. Cover by Lucien Lévy-Dhurmer. Роман об андрогинности
- 1904 — Netsuké — A Japanese-themed novel.

Работы, опубликованные под именем Элен де Зёйлен де Нейевелт (приписываются, по крайней мере частично, Рене Вивьен):
- 1904 — Effeuillements (Falling Leaves) — Poetry.
- 1905 — Copeaux (Chips) — A large volume of prose poems, stories and plays.
- 1905 — L’Impossible Sincérité (Impossible Sincerity) — A play.
- 1905 — Comédie dans un Jardin (Comedy in a Garden) — A one-act play performed at the 'Théâtre de l’Automobile Club de France', 11 décembre 1905.
- 1907 — Le Chemin du Souvenir (The Path of Memory) — A play.
- 1910 — L’Inoublée (The Unforgotten) — A series of short stories in tribute to Renée Vivien. 'Night’s Dream', 'The Image inviolate', 'Public Gardens', 'The Two Irises', 'Someone came', 'The Adventurous', 'The Eternal Siren', 'The Garden of Mr Dubois', 'Confidences of flowers', 'Death in the mirror', 'I will give my eyes to the woman I love'.

Работы, опубликованные под именем Элен де Зёйлен де Нейевелт (считается, что это только её работа):
- 1906 — La Mascarade Interrompue (The Interrupted Mascarade) — A play.
- 1908 — Béryl — A play in 4 acts which furthers the intrigues of 'L’Impossible Sincérité'.
- 1912 — La Dernière étreinte (The Last Embrace) — A novel.
- 1914 — L’Enjoleuse (The Coaxer) — A novel.

## Автомобильное движение
Вместе с Камиллой дю Гаст и герцогиней д’Юзес Анн де Рошешуар де Мортемар баронесса Элен ван Зёйлен была одной из трех французских женщин-пионеров автомобильной индустрии Прекрасной эпохи.
Её муж — барон Этьен ван Зёйлен — был президентом Автомобильного клуба Франции (A. C. F.), главным организатором трассы «Париж-Амстердам-Париж» в 1898 году. Используя псевдоним Улитка, баронесса ван Зёйлен успешно завершила трассу, став первой женщиной, участвовавшей в международной автогонке. Трасса была проложена с 7 по 13 июля на протяжении 1431 км и выиграна Фернаном Шарроном за рулем «Панар-Левассор» за время 33:04:34. Иногда эту гонку называют III Гран-при Автомобильном клубе Франции.
В 1901 году ван Зёйлен приняла участие в гонке «Париж-Берлин», но в первый же день выбыла из-за технической неисправности. Единственной другой участницей среди 122 стартующих была Камилла дю Гаст, которая успешно завершила мероприятие, поднявшись с последнего места до 33-го.
Её прозвали Бриошь, но она использовала псевдоним Улитка для автомобильных гонок, в то время как её муж, барон Этьен ван Зёйлен, соревновался под псевдонимом Эскарго.

## Замок Де Хаар

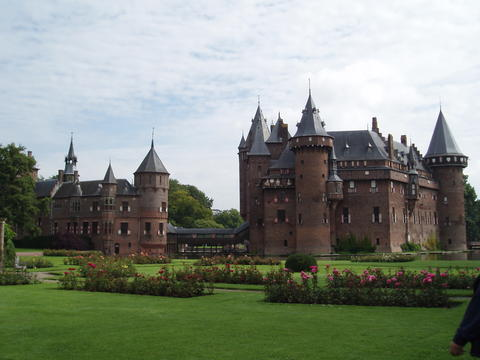
Замок Де Хаар

После её брака с бароном Этьеном ван Зёйленом замок де Хаар, расположенный недалеко от Хаарзёйленса в провинции Утрехт в Нидерландах, стал её официальной резиденцией. Первоначально принадлежавший семье де Хаар, замок перешёл к семье ван Зёйлен в 1440 году, когда последний наследник де Хаара мужского пола умер бездетным. Замок пришёл в упадок и разрушился до тех пор, пока баронесса не использовала деньги своей семьи Ротшильдов, чтобы полностью перестроить его в неоготическом стиле. Нынешние здания, за исключением часовни, датируются 1892 годом и являются работой голландского архитектора П. Дж. Х. Кейперс. Её обширная реконструкция превратила его в один из выдающихся замков в стиле готического возрождения в Нидерландах.